# 돈 소비에트 공화국

돈 소비에트 공화국이 주장한 구 돈보이스코 주 영토

돈 소비에트 공화국(러시아어: Донская советская республика)은 1918년 3월부터 5월까지 짧게 존재했던 러시아 소비에트 연방 사회주의 공화국의 산하의 소비에트 공화국이다. 구 러시아 제국의 돈보이스코주(Область Войска Донского)를 영토로 주장하여 백군이 이 지역에서 후퇴한 뒤인 1918년 3월에 수립이 선포되었다. 그러나 동년 5월 돈 카자크의 반란이 일어나고 브레스트-리톱스크 조약의 결과로 독일군이 이 지역으로 진군하면서 공화국은 전복되었고 지도부는 도망쳤다. 이후 돈 카자크족이 세운 돈 공화국이 그 자리를 대체했다.